# Berg (Lindlar)
Die Ortschaft Berg ist ein Ortsteil der Gemeinde Lindlar, Oberbergischen Kreis im Regierungsbezirk Köln in Nordrhein-Westfalen (Deutschland).

## Lage und Beschreibung
Berg liegt im südwestlichen Lindlar oberhalb des Lennefer Bachs. Der Ort ist über eine Zufahrtsstraße erreichbar, die bei Klespe von der Landesstraße L299 abzweigt. Weitere Nachbarorte sind Stolzenbach, Waldbruch, Scheller und die Ruine Unterheiligenhoven.

## Geschichte
1374 wurde der Ort das erste Mal urkundlich erwähnt: „Das Kölner St. Ursulastift hat über seinen Fronhof Steinenbrück Einkünfte aus dem Hof op dem Berge“. Schreibweise der Erstnennung: op dem Berge. 1485 wurde Berg als Berg erwähnt.
Im 17. Jahrhundert gehörte Berg im Kirchspiel Lindlar zur Honschaft Unterhelling.
Die Topographia Ducatus Montani des Erich Philipp Ploennies, Blatt Amt Steinbach, belegt, dass der Wohnplatz bereits 1715 vier Hofstellen besaß, die als Berg beschriftet sind.
Der Ort ist auf der Topographischen Aufnahme der Rheinlande von 1825 als Berg verzeichnet. Die Preußische Uraufnahme von 1840 zeigt den Wohnplatz ebenso unter dem Namen Berg. Ab der Preußischen Neuaufnahme von 1894/96 ist der Ort auf Messtischblättern regelmäßig als Berg verzeichnet.
1822 lebten 176 Menschen im als Hof kategorisierten Ort, der nach dem Zusammenbruch der napoleonischen Administration und deren Ablösung zur Bürgermeisterei Lindlar im Kreis Wipperfürth gehörte. Für das Jahr 1830 werden für den als Berg bezeichneten Ort 190 Einwohner angegeben. Der 1845 laut der Uebersicht des Regierungs-Bezirks Cöln als Weiler kategorisierte Ort besaß zu dieser Zeit sieben Wohngebäude mit 52 Einwohnern, alle katholischen Bekenntnisses. Die Gemeinde- und Gutbezirksstatistik der Rheinprovinz führt Berg 1871 mit zehn Wohnhäusern und 42 Einwohnern auf. Im Gemeindelexikon für die Provinz Rheinland von 1888 werden für Berg zehn Wohnhäuser mit 50 Einwohnern angegeben. 1895 besitzt der Ort sieben Wohnhäuser mit 54 Einwohnern, 1905 werden acht Wohnhäuser und 52 Einwohner angegeben.
1932 sollten die Ortschaften Unterheiligenhoven, Klespe, Berg, Stolzenbach, Ellersbach und Wüstenhof von der Elektrizitätsgenossenschaft Overath mit Strom versorgt werden, so der Ratsbeschluss des Gemeinderates der Gemeinde Lindlar.

## Sehenswürdigkeiten
Im Ort findet sich ein Wegekreuz (angeblich) aus dem Jahre 1739.

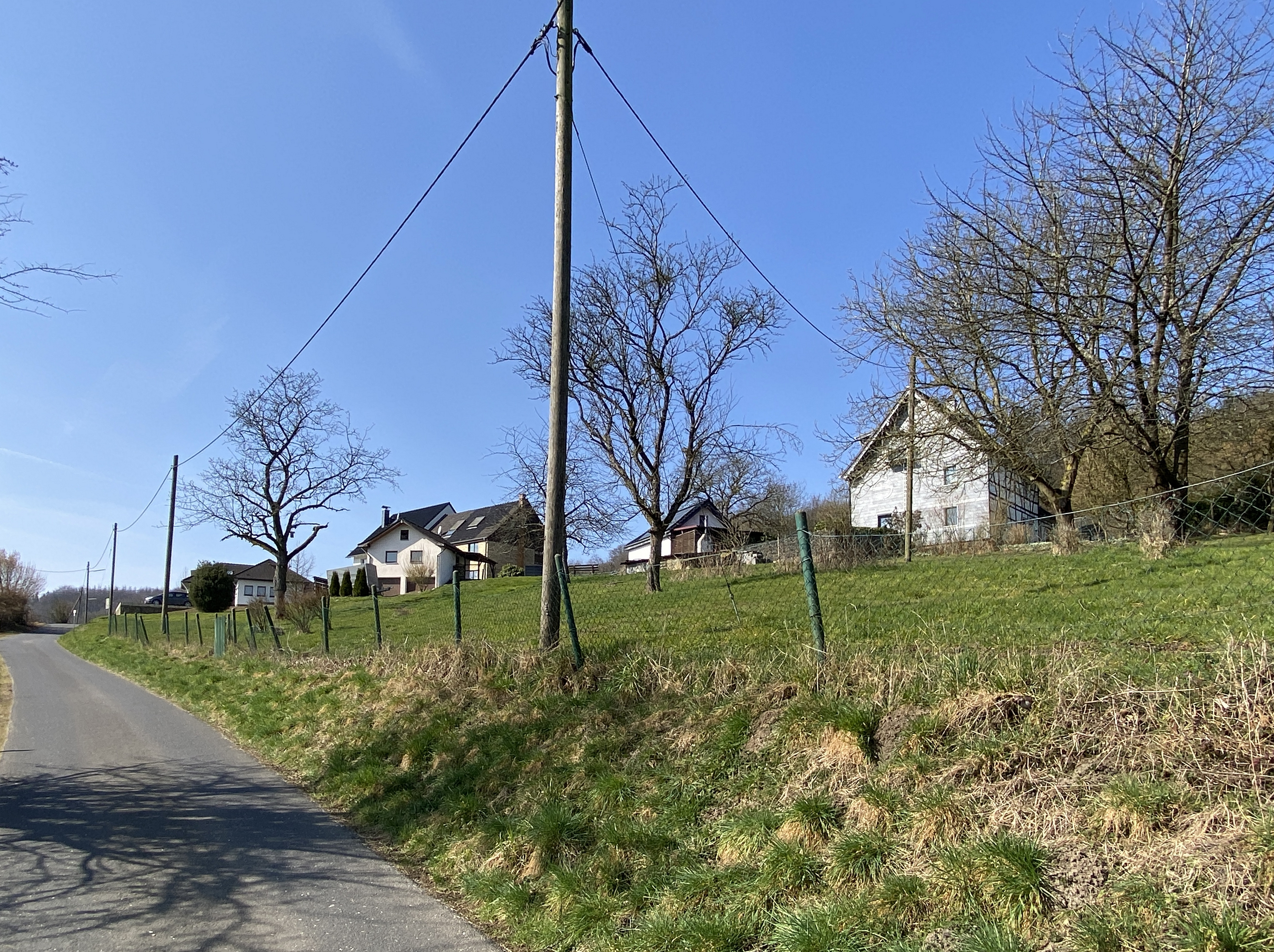
Berg (Lindlar)
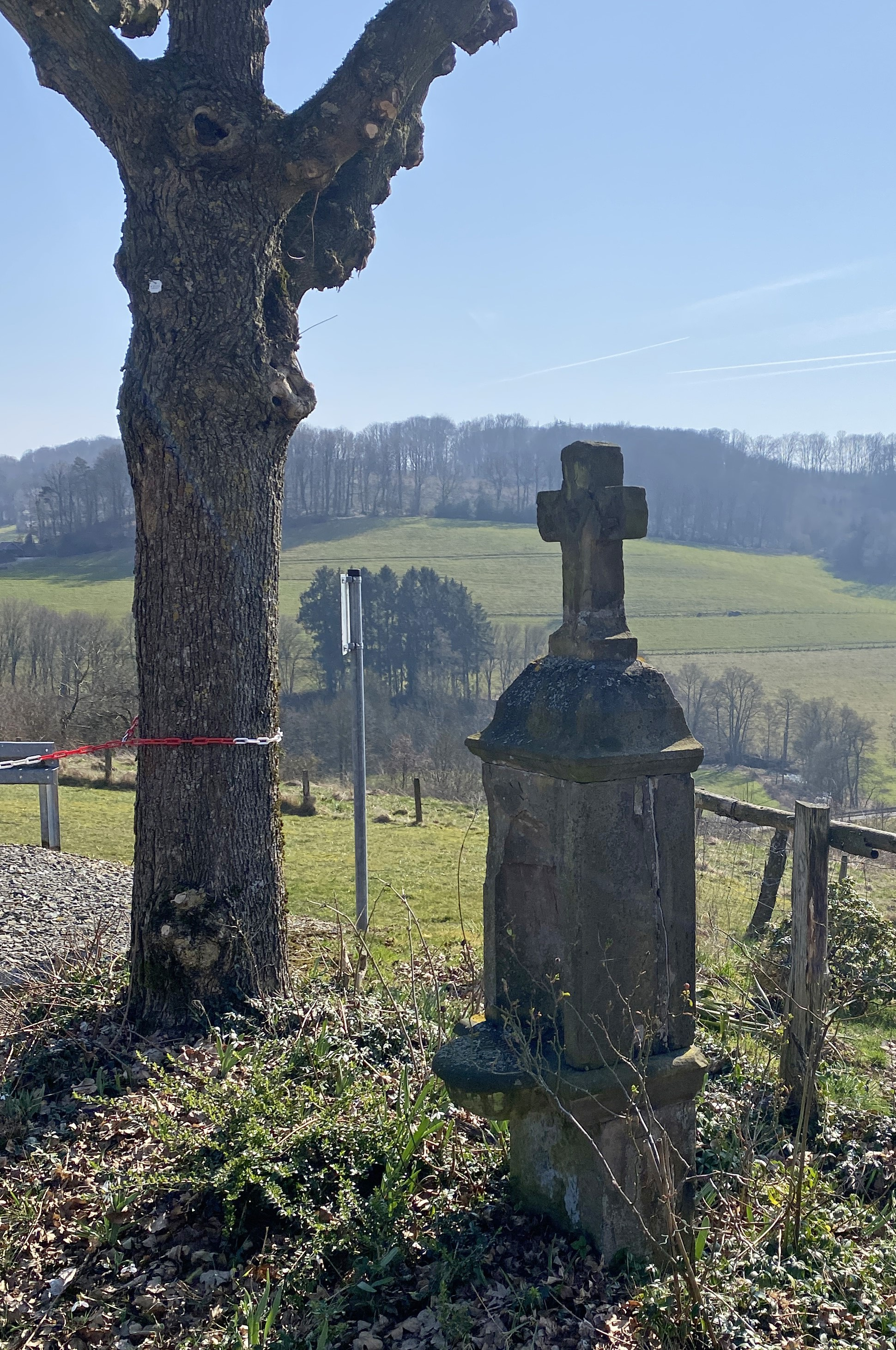
Wegekreuz in Berg
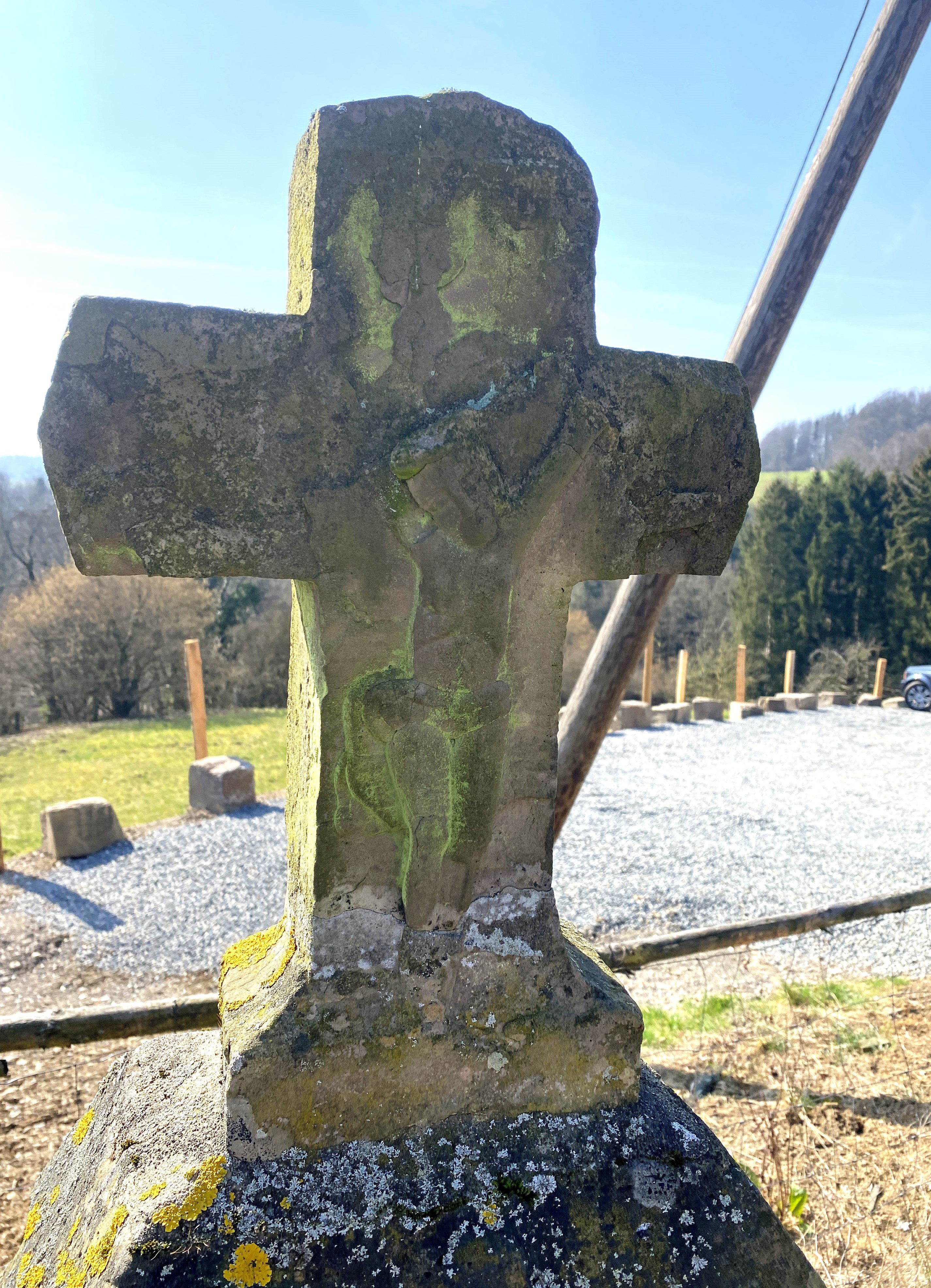
Wegekreuz Detail
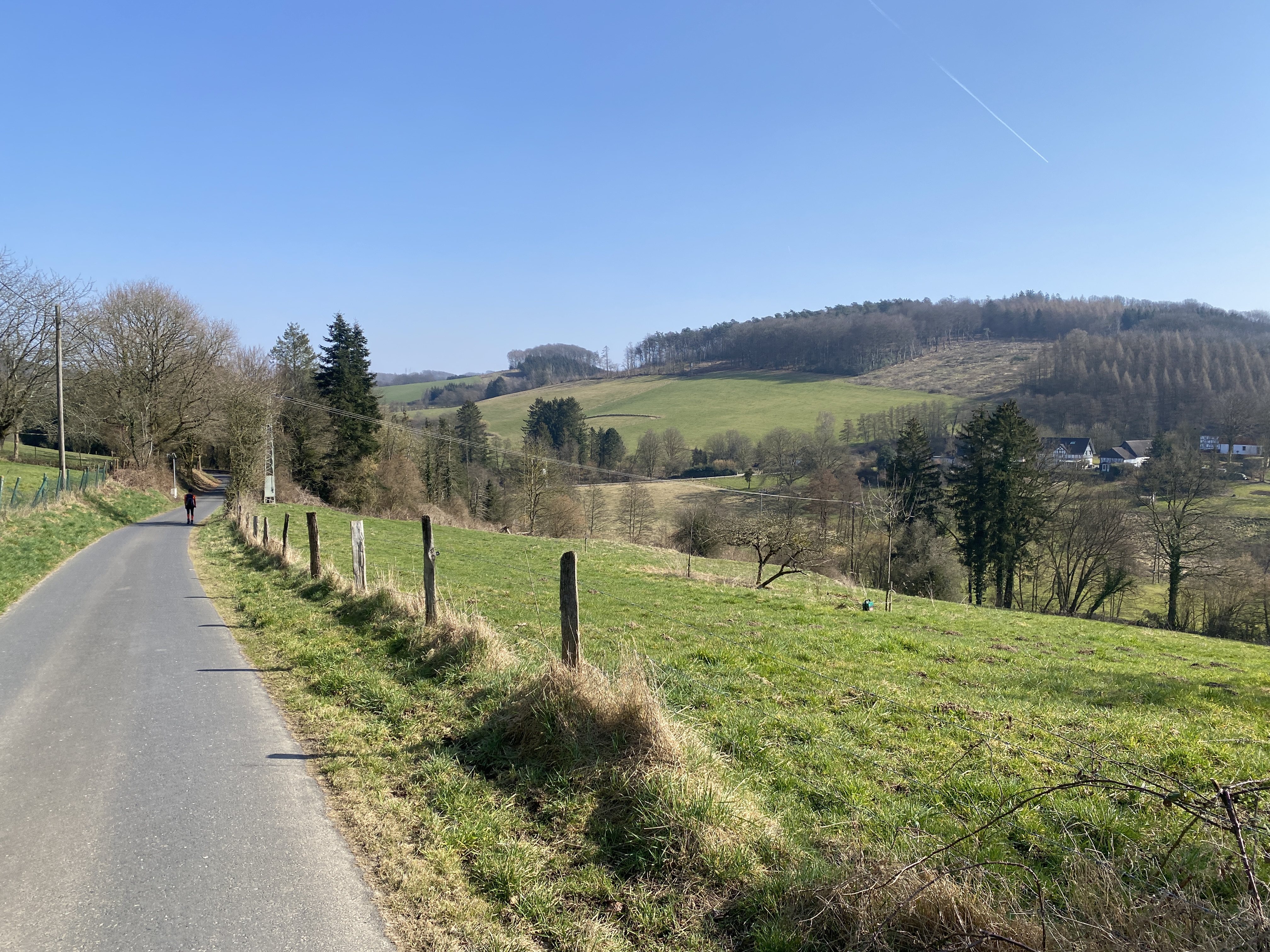
Blick von Berg auf Klespe

## Bus- und Bahnverbindungen
Haltestelle Klespe:
- 421 Lindlar – Immekeppel – Moitzfeld – Bensberg (RVK, Mo–Sa drei Fahrten täglich)
- 398 Lindlar – Hohkeppel – (Halfenslennefe) (OVAG, an Schultagen zwei Fahrten)
- 402 Untereschbach – Hohkeppel – Lindlar – Linde – Kürten Schulzentrum (KWS, an Schultagen eine Fahrt)